# Маккормик, Джилл
Джилл Кри́стин МакКо́рмик (англ. Jill Kristin McCormick; 11 ноября 1977, Лос-Анджелес, Калифорния, США) — американская фотомодель.

## Биография
Джилл Кристин МакКормик родилась 11 ноября 1977 года в Лос-Анджелесе (штат Калифорния, США) в семье Бада и Энн МакКормик. Некоторое время жила в Сиэтле.
В 1994 году Джилл начала карьеру модели, подписав контракт с модельным агентством «Elite Models Miami Division», после чего по контракту переехала в Нокомис, штат Флорида.
С 18 сентября 2010 года Джилл замужем за музыкантом Эдди Веддером (род.1964), с которым она встречалась с начала 2000-х годов. У супругов есть две дочери — Оливия Северсон (род.11.06.2004) и Харпер Мун Северсон (род.23.09.2008).